# El bòlid
 El bòlid (títol original en anglès: The Fireball) és una pel·lícula estatunidenca de Tay Garnett estrenada el 1950. Ha estat doblada al català.

## Argument
Un jove orfe, Johnny Casar (Mickey Rooney) s'escapa de l'orfenat dirigit pel pare O'Hara per convertir-se en una estrella del patinatge amb l'ajuda de l'abnegada Mary Reeves. L'èxit se li puja al cap de Johnny, i li arriben les xicotes de pega, com Polly que corre darrere la seva fortuna i el seu nom. Tanmateix, quan es veu afectat per la malaltia de la pòlio i perd les seves facultats per patinar, Johnny s'adonarà dels qui són els seus veritables amics.

## Comentari
En un sistema de producció rutinari però molt a punt, que no sap descobrir les qualitats que faran d'ella una estrella, Marilyn continua posant siluetes pictòriques o convencionals en pel·lícules que no afegeixen res a la seva glòria ni a la història del cinema.

## Repartiment
- Mickey Rooney: Johnny Casar
- Pat O'Brien: Pare O'Hara
- Beverly Tyler: Mary Reeves
- James Brown: Allen
- Ralph Dumke: Bruno Crystal
- Milburn Stone: Jeff Davis
- Bert Begley: Shilling
- Marilyn Monroe: Polly
- Sam Flint: Dr. Barton
- Glen Corbett: Mack Miller
- John Hedloe: Ullman